# Hypena finga
Hypena finga là một loài bướm đêm trong họ Erebidae.